# Doctor Detective
Doctor Detective (Hangul: 닥터 탐정; RR: Dakteo Tamjung), es una serie de televisión surcoreana transmitida del 17 de julio de 2019 hasta el 5 de septiembre de 2019 a través de SBS TV.

## Sinopsis
La serie sigue a un grupo de doctores que intentan descubrir la verdad detrás de los accidentes laborales. También miestra los eventos de riesgos laborales de la vida real de los ciudadanos de Corea del Sur.
Do Joong-eun, trabaja como médico de salud, pronto se asocia con el doctor Heo Min-ki para descubrir la verdad que oculta el grupo "TL Group", relacionada con accidentes industriales, enfermedades y otros incidentes que tienen lugar en los sitios industriales.

## Reparto

### Personajes principales[5]
| Actor        | Personaje         | N.º de episodios | Notas |
| ------------ | ----------------- | ---------------- | --- |
| Park Jin-hee | Dra. Do Joong-eun | 32               | Es una genio especialista en medicina ocupacional con una capacidad excepcional para concentrarse. Mientras investiga la muerte de un investigador, es traicionada por la corporación "TL Group", quienes toman como rehén a su hija, lo que ocasiona que Joong-eun se convierta en una mujer cínica y fría. Sin embargo luego de la muerte de un trabajador de puertas, se pone como objetivo descubrir la verdad detrás de las acciones de las corporaciones. |
| Lee Ki-woo   | Choi Tae-yeong    | 32               | Es el esposo de Do Joong-eun, así como el heredero de "TL Group". |
| Bong Tae-gyu | Dr. Heo Min-ki    | 32               | Es un médico que se viste con ropa de marca de diseñador de lujo, que espera vengar la muerte de su padre, quien murió misteriosamente hace 15 años. |

### Personajes secundarios[7]
| Actor           | Personaje           | N.º de episodios | Notas |
| --------------- | ------------------- | ---------------- | --- |
| Park Ji-young   | Dra. Gong Il-soon   | -                | Es la Directora del Centro de Enfermedades No Diagnosticadas ("UDC"), así como la fundadora de la organización. Es una mujer adicta al trabajo que ha dedicado la mayor cantidad de su vida a crear institutos de investigación epidemiolóicas independientes que hagan justicia por los débiles y sin poder dentro de la sociedad. Hace 10 años fue la mentora de Do Joong-eun y ahora quiere reclutarla dentro de la UDC. |
| Lee Young-jin   | Enfra. Byun Jung-ho | -                | Es la jefa de enfermería del Centro de Enfermedades No Diagnosticadas ("UDC") y la única que puede controlar al impredecible médico Heo Min-ki. Jung-ho es una mujer apasionada cuando se trata de cuidar de los pacientes que están bajo su cargo. |
| Mina Fujii      | Seok Jin-i          | -                | Es la jefa de análisis del Centro de Enfermedades No Diagnosticadas ("UDC"). Es una genio que completó su maestría y doctora a una edad temprana. |
| Jung Kang-hee   | Ha Jin-hak          | -                | Es el líder del equipo químico del Centro de Enfermedades No Diagnosticadas ("UDC"). |
| Lee Young-suk   | Mr. Ko              | -                | Es el higienista industrial del Centro de Enfermedades No Diagnosticadas ("UDC"). |
| Chae Yoo-ri     | Choi Seo-rin        | -                | Es la hija de Choi Tae-yeong y Do Joong-eun. |
| Park Geun-hyung | Choi Gon            | -                | Es el presidente de "TL Group", así como el padre de Choi Tae-yeong y Choi Min. |
| Ryu Hyun-kyung  | Dra. Choi Min       | -                | Es una residente de patología que trabaja en el centro médico "TL Medical Center", operado por la corporación "TL Group". Es la hermana de Choi Tae-yeong y una de las herederas de la coroporación. Es influenciada por las personas a su alrededor, quienes la convencen de utilizar sus talentos en beneficio de la empresa.                                                                                             |
| Lee Chul-min    | Mr. Kwon            | -                | Es la mano derecha del presidente Choi Gon en el "TL Medical Center". |
| Choi Kwang-il   | Mo Sung-kook        | -                | Es el jefe de departamento TL Osem en el "TL Medical Center". |
| Bae Noo-ri      | Park Hye-mi         | -                | |
| Park Joo-hyung  | Im Gook-shin        | -                | |
| Kwon Hyuk-bum   | Kim Do-hyung        | -                | |
| Jung Soon-won   | Jung                | -                | Es un líder de equipo. |
| Sung Jun        | -                   | -                | |
| Shin Dam-soo    | Mr. Go              | -                | Es un jefe de departamento. |
| Cha Soon-bae    | -                   | -                | Es el director de la oficina. |
| Jo Hyun-do      | Heo Min-gi          | -                | |
| Park Jin-soo    | Si-young            | -                | |

### Otros personajes
| Actor          | Personaje          | Episodios donde apareció | Notas                                                             |
| -------------- | ------------------ | ------------------------ | ----------------------------------------------------------------- |
| Park Sung-joon | -                  | -                        |                                                                   |
| Hwang Jung-min | -                  | 1                        | Es la madre de Jung Ha-rang.                                      |
| Shin Hee-gook  | Det. Seo Jae-young | 2                        | Es un detective.                                                  |
| Kim Sang-kyoon | Park Sang-kyoon    | 5                        |                                                                   |
| Moon Tae-yoo   | Kwon Jun-il        | -                        |                                                                   |
| Kim Si-ha      | -                  | 12                       | Es una niña que se encuentra en la unidad de cuidados intensivos. |
| Roh Haeng-ha   | Kim Yang-hee       | 12                       |                                                                   |
| Kim Mi-hye     | -                  | -                        | Es una reportera de la SBC.                                       |
| Lee Woo-joo    | -                  | -                        | Es un hombre en traje.                                            |
| Kim Hyun-tae   | -                  | -                        |                                                                   |
| Kim Min-ho     | Kwon Do-yoon       | -                        |                                                                   |
| Ha Min         | -                  | -                        |                                                                   |
| Jang Won-hyung | -                  | -                        |                                                                   |

### Apariciones especiales
| Actor          | Personaje    | Episodios donde apareció | Notas |
| -------------- | ------------ | ------------------------ | --- |
| Kwak Dong-yeon | Jung Ha-rang | 1                        | Es el vecino de Do Joong-eun, así como el encargado de reparar puertas mosquiteras. Ha-rang se graduó de la escuela técnica y es un subcontratista de "TL Metro". Su sueño es convertirse en un empleado de tiempo completo de una gran empresa. |
| Oh Dong-min    | Dong Min-woo | 5-6                      | Es el dueño de la panadería. |
| Lee Jung-eun   | -            | 11                       | Es una mujer sin hogar. |
| Yoon So-yi     | Yoon Si-wol  | -                        | |

## Episodios
La serie está conformada por 16 episodios, los cuales fueron emitidos todos los miércoles y jueves a las 22:00 (KST).

### Ratings
Los números en color rojo indican las calificaciones más bajas, mientras que los números en azul indican las calificaciones más altas.
| Ep.      | Fecha de emisión        | AGB Nielsen |
| Ep.      | Fecha de emisión        | Nationwide  |
| -------- | ----------------------- | ----------- |
| 1        | 17 de julio de 2019     | 4.6%        |
| 1        | 17 de julio de 2019     | 5.7%        |
| 2        | 18 de julio de 2019     | 5.1%        |
| 2        | 18 de julio de 2019     | 5.2%        |
| 3        | 24 de julio de 2019     | 4.6%        |
| 3        | 24 de julio de 2019     | 5.0%        |
| 4        | 25 de julio de 2019     | 5.0%        |
| 4        | 25 de julio de 2019     | 5.1%        |
| 5        | 31 de julio de 2019     | 3.7%        |
| 5        | 31 de julio de 2019     | 4.3%        |
| 6        | 1 de agosto de 2019     | 4.3%        |
| 6        | 1 de agosto de 2019     | 3.8%        |
| 7        | 7 de agosto de 2019     | 4.4%        |
| 7        | 7 de agosto de 2019     | 4.8%        |
| 8        | 8 de agosto de 2019     | 4.0%        |
| 8        | 8 de agosto de 2019     | 4.0%        |
| 9        | 14 de agosto de 2019    | 4.0%        |
| 9        | 14 de agosto de 2019    | 4.4%        |
| 10       | 15 de agosto de 2019    | 4.4%        |
| 10       | 15 de agosto de 2019    | 4.1%        |
| 11       | 21 de agosto de 2019    | 3.5%        |
| 11       | 21 de agosto de 2019    | 4.0%        |
| 12       | 22 de agosto de 2019    | 3.1%        |
| 12       | 22 de agosto de 2019    | 3.5%        |
| 13       | 28 de agosto de 2019    | 2.5%        |
| 13       | 28 de agosto de 2019    | 3.1%        |
| 14       | 29 de agosto de 2019    | 2.8%        |
| 14       | 29 de agosto de 2019    | 2.8%        |
| 15       | 4 de septiembre de 2019 | 3.0%        |
| 15       | 4 de septiembre de 2019 | 3.4%        |
| 16       | 5 de septiembre de 2019 | 3.9%        |
| 16       | 5 de septiembre de 2019 | 3.9%        |
| Promedio | Promedio                | 4.1%        |

## Música
El OST de la serie está conformado por las siguientes canciones:

### Parte 1
| No. | Intérprete  | Canción                           | Letra | Música | Duración |
| --- | ----------- | --------------------------------- | ----- | ------ | -------- |
| 1   | Lee Jung-ah | "Cheonggyecheon 8ga" (청계천 8가) | -     | -      | 4:33     |
| 2   |             | "Cheonggyecheon 8ga" (Inst.)      | -     | -      | 4:33     |

### Parte 2
| No. | Intérprete | Canción                         | Letra | Música | Duración |
| --- | ---------- | ------------------------------- | ----- | ------ | -------- |
| 1   | Chae Wool  | "Dangerous World" (위험한 세계) | -     | -      | 5:07     |
| 2   |            | "Dangerous World" (Inst.)       | -     | -      | 5:07     |

### Parte 3
| No. | Intérprete | Canción                 | Letra | Música | Duración |
| --- | ---------- | ----------------------- | ----- | ------ | -------- |
| 1   | Yoo Yi-ran | "What Is" (무엇이 되어) | -     | -      | 3:53     |
| 2   |            | "What Is" (Inst.)       | -     | -      | 3:53     |

## Producción
La serie fue dirigida por Park Joon-woo (박준우), quien contó con el apoyo del guionista Song Yoon-hee (송윤희).
Originalmente el papel principal de se le había ofrecido a la actriz Kim Hyun-joo, sin embargo lo rechazó.
Fue distribuida por la Seoul Broadcasting System (SBS) y contó con el apoyo de la compañía de producción "The Story Works".